# Papuapsylla gurricos
Papuapsylla gurricos är en loppart som beskrevs av Mardon 1976. Papuapsylla gurricos ingår i släktet Papuapsylla och familjen Stivaliidae. Inga underarter finns listade i Catalogue of Life.